# Elecciones municipales de Perú de 1986
Las elecciones municipales de Perú de 1986 se llevaron a cabo el 9 de noviembre de 1986 en todo el Perú para elegir a los alcaldes provinciales y distritales para el período 1987-1989. Fueron convocadas por el presidente Alan García Pérez.
Tras las elecciones generales de 1985, el Partido Aprista Peruano e Izquierda Unida se consolidaron como las dos fuerzas políticas más importantes del país, a costa del colapso de Acción Popular, que decidió no presentarse a las comicios subnacionales, y la contracción del Partido Popular Cristiano. El pepecismo asumió como objetivo reconstruir un espacio de centroderecha competitivo para hacer frente al gobierno populista de García.
El gobierno aprista intervino activamente en la campaña a favor de sus candidaturas, contando con el apoyo explícito del presidente García y financiando sus actividades mediante el uso de los recursos del Estado. Por su parte, aunque la gestión edil de la izquierda, particularmente en Lima, había obtenido buenos resultados, el movimiento se encontraba en una grave crisis interna, lo que generó expectativas de una posible ruptura. Los pepecistas adoptaron un discurso crítico contra el gobierno y trataron de vincular a la izquierda con Sendero Luminoso.
Simultáneamente, el recrudecimiento del conflicto interno conflicto interno llegó a tal punto que 1986 fue considerado el inicio del «despliegue nacional de violencia». El incremento de las acciones terroristas de Sendero Luminoso y el Movimiento Revolucionario Túpac Amaru obligó al gobierno a imponer el toque de queda en todo el país. La represalia senderista no se hizo esperar: en Ayacucho, realizaron diversas incursiones en poblados donde destruyeron locales y libretas electorales; en Lima, en vísperas de la jornada electoral, colocaron numerosos artefactos explosivos que no llegaron a estallar; en Trujillo, atentaron contra la candidata aprista a la alcaldía.
A pesar de estas circunstancias, el día de la jornada electoral se caracterizó por un aumento de la participación. El Partido Aprista Peruano nuevamente se erigió como la principal fuerza política del país con casi la mitad de los votos y, aunque por escaso margen, le arrebató la alcaldía de Lima a la izquierda. La masiva victoria aprista les permitió controlar 151 de los 169 concejos provinciales, un logro basado en gran parte en el evidente apoyo gubernamental y la financiación estatal.
A pesar de la derrota en Lima, Izquierda Unida aumentó su margen de votos en comparación con las elecciones de 1983, aunque perdió varias capitales departamentales en manos del aprismo. El Partido Popular Cristiano no logró aumentar significativamente su popularidad, lo que se interpretó como un fracaso. Sin embargo, el Frente Nacional de Trabajadores y Campesinos obtuvo una victoria importante en Arequipa.
Estos resultados marcaron una reconfiguración notable del panorama político peruano, donde el aprismo y la izquierda emergieron como los principales contendientes y en conjunto concentraron el control de prácticamente todos los concejos provinciales del país, mientras que los accionpopulistas y los pepecistas enfrentaron desafíos significativos para mantener su relevancia política. La victoria histórica del aprismo es la más grande obtenida por un partido político peruano en unas elecciones subnacionales.

## Sistema electoral
Las municipalidades provinciales y distritales constituyen el órgano administrativo y de gobierno de las provincias y los distritos del Perú. Están compuestas por el alcalde y el concejo municipal (provincial y distrital). La votación se realiza en base al sufragio universal, que comprende a todos los ciudadanos nacionales mayores de dieciocho años, empadronados y residentes en la provincia o el distrito y en pleno goce de sus derechos políticos, así como a los ciudadanos no nacionales residentes y empadronados en la provincia o el distrito.
Los concejos municipales están compuestos por entre 5 y 14 regidores (excepto el de la provincia de Lima, compuesto por 41 regidores) elegidos por sufragio directo para un período de tres (3) años. La votación es por lista cerrada y bloqueada. Se asigna a la lista ganadora los escaños según el método d'Hondt o la mitad más uno, lo que más le favorezca. Es elegido como alcalde el candidato que ocupe el primer lugar de la lista que haya obtenido la más alta votación.

## Partidos y líderes
A continuación se muestra una lista de los principales partidos y alianzas electorales que participaron en las elecciones:
| Candidatura | Candidatura | Partidos y alianzas | Líder                      | Líder                      | Ideología                                                  | Resultado previo | Resultado previo | Resultado previo |
| Candidatura | Candidatura | Partidos y alianzas | Líder                      | Líder                      | Ideología                                                  | Votos (%)        | Prov.            | Dist.            |
| ----------- | ----------- | --- | -------------------------- | -------------------------- | ---------------------------------------------------------- | ---------------- | ---------------- | ---------------- |
|             | APRA        | Lista - Partido Aprista Peruano (APRA) |                            | Alan García Pérez          | Aprismo                                                    | 33.06%           | 76               | 539              |
|             | IU          | Lista - Izquierda Unida (IU) – Unión de Izquierda Revolucionaria (UNIR) – Unidad Democrático Popular (UDP) – Partido Socialista Revolucionario (PSR) – Partido Comunista Revolucionario (PCR) – Partido Comunista Peruano (PCP) – Frente Obrero Campesino Estudiantil y Popular (FOCEP) |                            | Alfonso Barrantes Lingán   | Marxismo-leninismo Socialismo democrático Comunismo        | 28.84%           | 33               | 238              |
|             | PPC         | Lista - Partido Popular Cristiano (PPC) |                            | Luis Bedoya Reyes          | Democracia cristiana Conservadurismo Liberalismo económico | 13.85%           | 2                | 119              |
|             | FNTC        | Lista - Frente Nacional de Trabajadores y Campesinos (FNTC) |                            | Roger Cáceres Velásquez    | Nacionalismo de izquierda Tahuantinsuyismo                 | 0.99%            | 2                | 22               |
|             | IND         | Lista - Independientes | Sin liderazgo centralizado | Sin liderazgo centralizado | Localismo                                                  | 3.37%            | 4                | 42               |

## Resultados

### Sumario general
| Partidos y coaliciones | Partidos y coaliciones                                    | Voto popular | Voto popular | Voto popular | Alcaldías | Alcaldías |
| Partidos y coaliciones | Partidos y coaliciones                                    | Votos        | %            | ±pp          | Total     | +/−       |
| ---------------------- | --------------------------------------------------------- | ------------ | ------------ | ------------ | --------- | --------- |
|                        | Partido Aprista Peruano (APRA)                            | 2,765,112    | 47.13        | +14.07       | 151       | +80       |
|                        | Izquierda Unida (UNIR–UDP–PSR–PCR–PCP–FOCEP)              | 1,790,886    | 30.53        | +1.69        | 15        | –18       |
|                        | Partido Popular Cristiano (PPC)                           | 858,140      | 14.63        | +0.78        | 1         | –1        |
|                        | Frente Nacional de Trabajadores y Campesinos (FRENATRACA) | 115,068      | 1.96         | +0.97        | 1         | –1        |
|                        | Otros                                                     | 110,976      | 1.89         | n/a          | 0         | –1        |
|                        | Independientes                                            | 226,266      | 3.86         | n/a          | 1         | –3        |
|                        |                                                           |              |              |              |           |           |
| Total                  | Total                                                     | 5,866,448    |              |              | 169       | +15       |
|                        |                                                           |              |              |              |           |           |
| Votos válidos          | Votos válidos                                             | 5,866,448    | 85.42        | +3.22        |           |           |
| Votos en blanco        | Votos en blanco                                           | 250,568      | 3.65         | –1.87        |           |           |
| Votos nulos            | Votos nulos                                               | 750,622      | 10.93        | –1.35        |           |           |
| Votos emitidos         | Votos emitidos                                            | 6,867,638    | 78.92        | +14.40       |           |           |
| Abstenciones           | Abstenciones                                              | 1,834,738    | 21.08        | –14.40       |           |           |
| Votantes registrados   | Votantes registrados                                      | 8,702,376    |              |              |           |           |
|                        |                                                           |              |              |              |           |           |
| Fuente:                |                                                           |              |              |              |           |           |

### Resultados por provincia
La siguiente tabla enumera el control de las provincias donde se ubican las capitales de cada departamento, así como en aquellas con un número de electores por encima o alrededor de 35.000. El cambio de mando de una organización política se resalta del color de ese partido.
| Provincia        | Electores | Alcalde(sa) titular         | Partido político | Partido político                | Alcalde(sa) electo(a)       | Partido político | Partido político                |
| ---------------- | --------- | --------------------------- | ---------------- | ------------------------------- | --------------------------- | ---------------- | ------------------------------- |
| Lima             | 2 739 823 | Alfonso Barrantes Lingán    |                  | Izquierda Unida                 | Jorge del Castillo Gálvez   |                  | Partido Aprista Peruano         |
| Arequipa         | 303 954   | Luis Bragagnini Zapater     |                  | Partido Aprista Peruano         | Luis Cáceres Velásquez      |                  | Frente Nacional de Trabajadores |
| Callao           | 284 853   | Miguel Monteverde Win       |                  | Partido Aprista Peruano         | Urbino Julve Ciriaco        |                  | Partido Aprista Peruano         |
| Trujillo         | 260 028   | Luis Santa María Calderón   |                  | Partido Aprista Peruano         | Miriam Pilco Deza           |                  | Partido Aprista Peruano         |
| Chiclayo         | 243 923   | Guillermo Baca Aguinaga     |                  | Partido Aprista Peruano         | Julio Fernández de la Oliva |                  | Partido Aprista Peruano         |
| Huancayo         | 193 678   | Juan Tutuy Aspauza          |                  | Izquierda Unida                 | Ricardo Bohórquez Hernández |                  | Partido Aprista Peruano         |
| Piura            | 184 033   | Luis Paredes Maceda         |                  | Partido Aprista Peruano         | Freddy Aponte Guerrero      |                  | Partido Aprista Peruano         |
| Santa            | 143 047   | Julio Geldrés Aguilar       |                  | Partido Aprista Peruano         | Alberto Alfaro Beltrán      |                  | Partido Aprista Peruano         |
| Maynas           | 117 531   | José Valera Suárez          |                  | Partido Aprista Peruano         | Máximo Meléndez Cárdenas    |                  | Partido Aprista Peruano         |
| Cusco            | 114 775   | Daniel Estrada Pérez        |                  | Izquierda Unida                 | Carlos Chacón Galindo       |                  | Partido Aprista Peruano         |
| Ica              | 108 589   | Rosa Zárate Sánchez         |                  | Partido Aprista Peruano         | Ambrosio Cavero Donayre     |                  | Izquierda Unida                 |
| Puno             | 86 575    | Jaime Ardiles Franco        |                  | Izquierda Unida                 | Luis Dueñas Peralta         |                  | Partido Aprista Peruano         |
| Sullana          | 85 926    | Fernando Bell Houghton      |                  | Partido Aprista Peruano         | Fernando Bell Houghton      |                  | Partido Aprista Peruano         |
| Coronel Portillo | 81 314    | Manuel Vásquez Valera       |                  | Izquierda Unida                 | Lucio Abensur Pérez         |                  | Partido Aprista Peruano         |
| Huánuco          | 81 137    | Mardonio Apac Palomino      |                  | Partido Aprista Peruano         | Manuel Sara Ratto           |                  | Partido Aprista Peruano         |
| Cajamarca        | 76 452    | Carlos Malpica Rivarola     |                  | Partido Aprista Peruano         | Eloy García Guevara         |                  | Partido Aprista Peruano         |
| Chancay          | 75 496    | José Asenjo Cárdenas        |                  | Partido Aprista Peruano         | Carlos Meza Velásquez       |                  | Partido Aprista Peruano         |
| Lambayeque       | 71 920    | José Anteparra Castro       |                  | Partido Aprista Peruano         | José Kam Ríos               |                  | Partido Aprista Peruano         |
| Tacna            | 69 188    | Grover Pango Vildoso        |                  | Partido Aprista Peruano         | Tito Chocano Olivera        |                  | Partido Popular Cristiano       |
| Cañete           | 65 439    | David Palti Solano          |                  | Partido Aprista Peruano         | David Palti Solano          |                  | Partido Aprista Peruano         |
| Chincha          | 65 222    | César Chávez Espino         |                  | Partido Aprista Peruano         | Giussepina Tasso Montecceli |                  | Partido Aprista Peruano         |
| Huamanga         | 65 179    | Leonor Zamora Concha        |                  | Partido de Integración Nacional | Fermín Azparrent Taipe      |                  | Izquierda Unida                 |
| Ascope           | 57 800    | Mario Velarde Carrión       |                  | Partido Aprista Peruano         | Mario Velarde Carrión       |                  | Partido Aprista Peruano         |
| Azángaro         | 57 367    | Luis Cotacallapa Gutiérrez  |                  | Acción Popular                  | Marcelino Pachari Roselló   |                  | Izquierda Unida                 |
| Huaral           | 56 395    | Augusto Ramírez Bonifacio   |                  | Lista Independiente N° 3        | Carmen Carvallo Gauthier    |                  | Partido Aprista Peruano         |
| Barranca         | 55 653    | Luis Seminario Murillo      |                  | Partido Aprista Peruano         | Luis Seminario Murillo      |                  | Partido Aprista Peruano         |
| Chucuito         | 54 498    | Román Catacora Contreras    |                  | Izquierda Unida                 | Ángel Valdez Cuentas        |                  | Partido Aprista Peruano         |
| San Román        | 54 303    | Marcos Valencia Toledo      |                  | Frente Nacional de Trabajadores | Pascual Bernal Salas        |                  | Partido Aprista Peruano         |
| Morropón         | 52 822    | José Távara Pasapera        |                  | Izquierda Unida                 | Eduardo Anto Benites        |                  | Partido Aprista Peruano         |
| Pasco            | 52 535    | César Córdova Sinche        |                  | Partido Aprista Peruano         | Raúl Soto Callupe           |                  | Partido Aprista Peruano         |
| Jauja            | 51 567    | Diego Gutiérrez Orihuela    |                  | Izquierda Unida                 | José Yseki Koitabashi       |                  | Partido Aprista Peruano         |
| Talara           | 51 093    | Luis Romero Agurto          |                  | Partido Aprista Peruano         | Rodolfo Sánchez Torres      |                  | Partido Socialista del Perú     |
| Jaén             | 49 367    | Luis Pita Gastelumendi      |                  | Partido Aprista Peruano         | Víctor Puican Descalzi      |                  | Partido Aprista Peruano         |
| Huancané         | 49 135    | Marcos Yupanqui Vilca       |                  | Izquierda Unida                 | Vicente Flórez Gutiérrez    |                  | Partido Aprista Peruano         |
| Tarma            | 49 134    | César Botetano Miraval      |                  | Acción Popular                  | Estela Barrientos Mango     |                  | Izquierda Unida                 |
| Huaraz           | 48 317    | Julio Gonzales Rios         |                  | Izquierda Unida                 | José Sotelo Ibaceta         |                  | Partido Aprista Peruano         |
| Chanchamayo      | 46 579    | Mario La Rosa Sanz          |                  | Acción Popular                  | Américo Bonet Espinoza      |                  | Partido Aprista Peruano         |
| Chota            | 45 228    | Segundo Vásquez Vásquez     |                  | Partido Aprista Peruano         | Carlos Sánchez Arrascue     |                  | Partido Aprista Peruano         |
| Andahuaylas      | 44 702    | Camilo Abuhadba Abedrado    |                  | Acción Popular                  | Germán Necochea Osorio      |                  | Partido Aprista Peruano         |
| Otuzco           | 44 434    | Bernabé Anticona Sánchez    |                  | Partido Aprista Peruano         | Tomás Burga Vigo            |                  | Partido Aprista Peruano         |
| La Convención    | 44 234    | Isauro Jordán Castillo      |                  | Izquierda Unida                 | José Zamalloa Oré           |                  | Partido Aprista Peruano         |
| Huancavelica     | 43 523    | César Hermosa Guerra        |                  | Izquierda Unida                 | Raúl Apumayta Arana         |                  | Partido Aprista Peruano         |
| Pisco            | 43 059    | Alberto Casavilca Escate    |                  | Partido Aprista Peruano         | Carlos Medrano Vásquez      |                  | Partido Aprista Peruano         |
| San Martín       | 40 814    | Salomón Yengle Rodríguez    |                  | Partido Aprista Peruano         | Ignacio Ruiz Dávila         |                  | Partido Aprista Peruano         |
| Dos de Mayo      | 40 422    | Constantino Alvárez Mejía   |                  | Izquierda Unida                 | Omar Ayala León             |                  | Partido Aprista Peruano         |
| Leoncio Prado    | 39 079    | Tito Jaime Fernández        |                  | Partido Aprista Peruano         | Máximo Arbizu Bravo         |                  | Partido Aprista Peruano         |
| Canchis          | 38 072    | Manuel Infantas Capatinta   |                  | Frente Nacional de Trabajadores | Luis Aguilar Claros         |                  | Partido Aprista Peruano         |
| Tumbes           | 36 369    | Ricardo Flores Dioses       |                  | Partido Aprista Peruano         | Monsermin Yarila Peña       |                  | Izquierda Unida                 |
| Cutervo          | 34 314    | Salomón Vilchez Murga       |                  | Acción Popular                  | Walter Raúl Dávila          |                  | Partido Aprista Peruano         |
| Ayabaca          | 34 057    | Miguel Galecio Rentería     |                  | Izquierda Unida                 | Cruz Córdova Cruz           |                  | Partido Aprista Peruano         |
| Sánchez Carrión  | 33 368    | Fernando Galarreta Paredes  |                  | Partido Aprista Peruano         | Ricardo Woolcott Morales    |                  | Partido Aprista Peruano         |
| Satipo           | 33 050    | Gustavo Estabridis Queirolo |                  | Acción Popular                  | Fidel Juárez Torres         |                  | Partido Aprista Peruano         |
| Pacasmayo        | 32 656    | Virgilio Purizaga Aznarán   |                  | Partido Aprista Peruano         | Virgilio Purizaga Aznarán   |                  | Partido Aprista Peruano         |
| Yauli            | 32 088    | Luis Boluarte Necochea      |                  | Izquierda Unida                 | Teodoro Cárdenas Casachagua |                  | Izquierda Unida                 |
| Tayacaja         | 31 729    | Rodrigo Zuasnábar Donayre   |                  | Izquierda Unida                 | Máximo Gamarra Donayre      |                  | Partido Aprista Peruano         |
| Abancay          | 26 651    | Luis Barra Pacheco          |                  | Izquierda Unida                 | Luis Valer Carpio           |                  | Partido Aprista Peruano         |
| Mariscal Nieto   | 24 651    | Giuseppe Baldi Cogo         |                  | Partido Popular Cristiano       | Calixto Cabello Oviedo      |                  | Partido Aprista Peruano         |
| Moyobamba        | 19 430    | Raúl Acosta Rengifo         |                  | Partido Aprista Peruano         | Rafael Bardález Cifuentes   |                  | Partido Aprista Peruano         |
| Chachapoyas      | 16 817    | Raquel Rosales de Román     |                  | Partido Aprista Peruano         | José Marín Jiménez          |                  | Partido Aprista Peruano         |
| Tambopata        | 16 108    | Simón Horna Mejía           |                  | Lista Independiente N° 3        | Juan Aguirre Pérez          |                  | Partido Aprista Peruano         |